# Dengeki Comic Gao!
Dengeki Comic Gao! (яп. 月刊電撃コミックガオ! гэккан дэнгэки комикку гао), также Dengeki Gao! — японский журнал сёнэн-манги (манги для юношей), в первую очередь, содержащий мангу и различную информацию о бисёдзё-персонажах. Публикация его продолжалась с декабря 1992 года по февраль 2008 года. «Гао» в названии журнала отражает детское произношение «Гр-р». Манга, выходящая Dengeki Comic Gao!, часто являлась адаптацией лайт-новел издательства MediaWorks, выходивших под импринтом Dengeki Bunko.
Когда состоялся выход первого номера Dengeki Comic Gao!, большое количество манги было перенесено из журнала Comic Comp компании Kadokawa Shoten, при этом некоторые названия были слегка изменены. Это привело к тому, что читатели Comic Comp стали приобретать Dengeki Comic Gao!, и в октябре 1994 года публикация Comic Comp была прекращена. 9 декабря 2006 года начался выпуск ежеквартального приложения Comic Sylph, которое с шестого номера отошло к Dengeki Daioh (номер от 21 марта 2008). Последний номер Dengeki Comic Gao!, под названием «Gao! Заключительный!!» (яп. ガオ！THEファイナル!! Гао! THE файнару), был издан 27 февраля 2008 года, незаконченная манга продолжила публикацию в другом журнале MediaWorks сходной тематики — Dengeki Daioh.

## Манга в журнале
- +Anima
- A Real Dragon
- Allison
- Baccano! 1931 The Grand Punk Railroad
- Best Student Council
- Blue Drop
- Bokusatsu Tenshi Dokuro-chan
- Burst Angel
- Cosplay Koromo-chan
- Dark Edge
- DearS
- Dokkoida
- Eat-Man
- Ef: A Fairy Tale of the Two.
- Fortune Quest
- Getsumento Heiki Mina
- Hanbun no Tsuki ga Noboru Sora
- Haunted Junction
- Hikkatsu! Strike a Blow to Vivify
- Honoka Lv. Up
- Hurrah! Sailor
- Inukami!
- Kaze no Hana
- Kemeko Deluxe!
- Knights
- Leviathan
- Nanatsuiro Drops Pure!!
- Okusama wa Mahou Shoujo
- Omishi Magical Theater: Risky Safety
- Pita-Ten
- Popokan
- Prism Palette
- Release
- Shadows of Spawn
- Sorcerer Hunters
- Speed Grapher
- Stray Little Devil
- Tengen Toppa Gurren Lagann
- Those Who Hunt Elves
- Tokimeki Memorial Only Love
- Toradora!
- Ultimate Girls
- Venus Versus Virus
- Wagaya no Oinari-sama.
- Watashitachi no Tamura-kun
- We Are -Cruel Angels-